# Florian Kellermann
Florian Kellermann (* 1973 in Nürnberg) ist ein deutscher Journalist. Er ist Korrespondent des Deutschlandradios in Kiev.

## Leben
Florian Kellermann studierte Philosophie und Slawistik an den Universitäten von Nürnberg und Universität Krakau. Danach absolvierte er ein Volontariat. Er arbeitete anschließend als freier Korrespondent bei der Süddeutschen Zeitung, beim WDR und der Austria Presse Agentur. Als freier Autor veröffentlichte er Reportagen und Berichte aus Mittel- und Osteuropa, unter anderem für den Deutschlandfunk, DeutschlandRadio Kultur und Radio Wissen.
Für das Deutschlandradio wurde er 2015 Polen- und Ukraine-Korrespondent mit Sitz in Warschau. Vom 1. Mai 2021 bis Februar 2025 war er Russlandkorrespondent. Zu seinen weiteren Arbeitsgebieten zählen die ehemaligen Sowjetrepubliken Belarus, Georgien, Armenien, Aserbeidschan, Kasachstan, Turkmenistan, Usbekistan, Tadschikistan und Kirgisistan. Florian Kellermann ist seit 1. März 2025 Hörfunkkorrespondent im ARD-Studio Kiew.